# 吳彭年 (清朝)
吳彭年（？—1895年），字季籛，清末浙江餘姚人，黑旗軍主要將領，陣亡於乙未戰爭。

## 生平
18歲即為秀才，專攻詩文，個性豪邁而有遠大志向。遊歷至廣州，遂定居於該地。1895年春季，為候補縣丞而暫居臺北，劉永福聽聞其才華，延攬為幕客。

### 防守大甲城
乙未戰爭開戰，日軍攻陷臺北城後，劉永福接手主導台灣民主國，所率領的黑旗軍向來以善戰而聞名。農曆五月，與苗栗義民吳湯興和徐驤合力抵抗日軍。劉永福唯恐台中有所閃失，遂商議派兵支援。吳彭年自願前往，率領七星旗兵七百人，加入李惟義的陣營。農曆閏五月二十九日到達彰化時，李惟義之新楚軍已部署於苗栗。六月十五日，吳彭年又接獲苗栗人之請託，率屯兵營管帶徐學仁至大甲屯兵營管帶袁錦清、幫帶林鴻貴等帶兵前往，並於隔日進駐當時屬苗栗縣管轄的大甲。六月十八日，隨新楚軍副將楊載雲在頭份庄戰死，日軍大舉南下。
數日後，日軍抵達大甲與守軍交戰，吳彭年所部之兵力不足，新兵召募又尚未完成。吳彭年騎馬掠陣，馬悲鳴而無法前行，遂易馬再出陣。在鄭以金等義軍的協助作戰下奮勇力戰，袁錦清及林鴻貴皆戰死，吳彭年只得收兵返回大甲。

### 防守彰化城（八卦山之役）
二十三日夜間，苗栗被佔，吳湯興及徐驤率軍南下台中，吳彭年則率兵趕到彰化，並發電報給台南告急。初七日，日軍以兩隊進攻彰化，吳彭年以王得標率七星旗兵三百守中藔、劉得勝率先鋒營守中庄、孔憲盈守茄苳腳、李士炳和沈福山各率所部守八卦山。
初九日黎明，日軍以一中隊涉溪攻黑旗營，又以一中隊攻其背後。吳彭年率兵出戰，而日軍大隊已從間道直搗八卦山，吳湯興和徐驤緊守陣地並開炮轟擊。日軍冒險登山進攻，吳湯興陣亡，不及後援，徐驤彈盡援絕，不支而敗走。當時吳彭年正率領部隊於大肚溪畔與日軍交戰，遙望八卦山已樹立日軍旗幟，急率全軍回救。至山麓處，吳彭年中彈墜馬，身邊親兵四人亦死，李士炳和沈福山俱歿于東門外，死者數百人。日軍遂入城，黎景嵩與樹勛各自微服逃亡。
八卦山之役雖抵擋不住日軍的南下，但日軍在八卦山亦受嚴重打擊，日軍近衛師團步兵第二旅團長山根信成陣亡，是乙未戰爭中被台灣軍民擊斃的最高指揮官。但根據日本方面說法，山根信成為染上瘧疾病死。亦聞中將近衛師團長北白川宮能久親王在此役中陣亡，但日軍為整體軍心士氣和榮譽考量，其死亡時日及陣亡或病死心照不宣，使史料眾說紛紜。

## 後事
安邑庠生陳鳳昌聽聞吳彭年戰死，灑酒為文祭拜之。數年後，為其攜帶遺骨歸鄉，開挖遺體時，衣帶猶存，其上尚有血痕斑斑。